# Municipio Pojo
Das Municipio Pojo ist ein Verwaltungsbezirk im Departamento Cochabamba im südamerikanischen Anden-Staat Bolivien.

## Lage im Nahraum
Das Municipio Pojo ist eines von sechs Municipios der Provinz Carrasco. Es grenzt im Westen an das Municipio Totora, im Süden an die Provinz Narciso Campero, im Südosten an das Departamento Santa Cruz, im Osten an das Municipio Entre Ríos und im Norden an das Municipio Puerto Villarroel und das Municipio Chimoré.
Der zentrale Ort des Municipios ist Pojo mit 584 Einwohnern im südlichen Teil des Municipios. (Volkszählung 2012)

## Geographie
Das Municipio Pojo liegt am südöstlichen Rand des Gebirgszuges der Cordillera Oriental, der den Übergang vom bolivianischen Tiefland zu den Hochgebirgsketten der Anden bildet. Das Klima ist mild-gemäßigt und ein typisches Tageszeitenklima, bei dem die Temperaturunterschiede zwischen Tag und Nacht deutlicher ausgeprägt sind als zwischen den Jahreszeiten.
Die Jahresdurchschnittstemperatur beträgt 20 °C und schwankt nur unwesentlich zwischen 17 °C im Juli und knapp 22 °C im November und Dezember. Der Jahresniederschlag von 640 mm weist eine für die Landwirtschaft ausreichende Menge auf und erreicht in den Sommermonaten von Dezember bis Februar Monatswerte zwischen 100 und 125 mm; die Trockenzeit mit Werten deutlich unter 40 mm von April bis Oktober ist jedoch verhältnismäßig lang.

## Bevölkerung
Im Jahr 2004 wurde vom ursprünglichen Municipio Pojo das Municipio Entre Ríos abgespalten. Die Einwohnerzahl des Municipios Pojo ist zwischen 2012 und 2024 leicht gestiegen:
| Jahr | Einwohner | Quelle                                       |
| ---- | --------- | -------------------------------------------- |
| 1992 | 17.828    | Volkszählung – Municipio Pojo mit Entre Ríos |
| 2001 | 34.974    | Volkszählung – Municipio Pojo mit Entre Ríos |
| 2012 | 10.156    | Volkszählung                                 |
| 2024 | 11.840    | Volkszählung                                 |

Die Bevölkerungsdichte des gesamten Municipios Pojo betrug 2,4 Einwohner/km² im Jahr 2024, der Anteil der städtischen Bevölkerung ist 0,0 Prozent. Die Lebenserwartung der Neugeborenen lag im Jahr 2001 bei 59,0 Jahren.
Der Alphabetisierungsgrad bei den über 19-Jährigen betrug 77,4 Prozent, und zwar 87,1 Prozent bei Männern und 65,2 Prozent bei Frauen (2001).

## Politik
Ergebnis der Regionalwahlen (concejales del municipio) vom 4. April 2010:
| Wahl- berechtigte |  | Wahl- beteiligung | gültige Stimmen |  | MAS-IPSP |
| ----------------- |  | ----------------- | --------------- |  | -------- |
| 4.602             |  | 4.049             | 3.303           |  | 3.303    |
|                   |  | 88,0 %            | 81,6 %          |  | 100,0 %  |

Ergebnis der Regionalwahlen (elecciones de autoridades políticas) vom 7. März 2021:
| Wahl- berechtigte |  | Wahl- beteiligung | gültige Stimmen |  | MAS-IPSP | SÚMATE | SOMOS  | MTS    | C-A    | FPV    |
| ----------------- |  | ----------------- | --------------- |  | -------- | ------ | ------ | ------ | ------ | ------ |
| 5.953             |  | 5.230             | 4.824           |  | 4.563    | 84     | 69     | 35     | 20     | 19     |
|                   |  | 87,85 %           | 92,24 %         |  | 94,59 %  | 1,74 % | 1,43 % | 0,73 % | 0,41 % | 0,39 % |

## Gliederung
Das Municipio Pojo untergliedert sich in die folgenden neun Kantone (cantones):
- Cantón Chalguani
- Cantón Chuquiomo
- Cantón Duraznillo
- Cantón Guarayos
- Cantón Mamoré
- Cantón Palca
- Cantón Pojo
- Cantón Real
- Cantón Rodeo

## Ortschaften im Municipio Pojo
- Pojo 584 Einw.